# 松森亮
松森 亮（まつもり あきら、1977年11月19日 - ）は、千葉県出身の元プロサッカー選手、実業家。

## 経歴
高校時代は市立船橋高校サッカー部に所属し、1995年（1994年度）の全国高校選手権に優勝。1996年にジュビロ磐田に入団、同年のAFCユース選手権にU-19日本代表として出場した。
ジュビロ磐田での2年間にJリーグ公式戦出場は無く、1997年シーズン後に戦力外通告を受けて現役を引退する。
引退後の1999年に明生情報ビジネス専門学校に入学。システム会社勤務を経て、サッカービジネス会社を設立。
その後、芸能事務所にも所属しライター活動やモデル活動も行う。
フリーでの活動を経て、ジュビロ磐田に在籍。執筆活動も行なっており、サッカーやジュビロ磐田に関するコラム連載、著書がある。
ジュビロ磐田では数々の公式サイト、携帯サイト、スマートフォン向けサイト、Twitter、Facebookなども運営。動画制作もはじめ「ジュビロTV」YouTubeやCMなどクラブ内で制作、プロデューサーも務めた。
企画や交渉が評価されクラブの中心スタッフとして引っ張っていた。選手たちからの信頼も厚く、常に新しい企画を提案しジュビロ磐田のアイディアマンとしてJリーグでも高く評価された。
2013年12月付けで、人事異動により、広報担当から運営担当に異動。
2015年シーズンでジュビロ磐田を退社。
2016年からはアパレルブランドSOPH.のプレスに転職。
2016年10月より十文字学園女子サッカーのスタッフとしてチャレンジリーグ昇格と全日本高校女子サッカー選手権大会初優勝に貢献。
2017年よりFC十文字VENTUS GM（ゼネラルマネージャー）となりクラブ作り全般を行なった。
2018年10月より、KUVERA football Park.のGMも務めフットボール界だけでなくクラブブランディングのプロデュースも行なっている。サッカー・スポーツ・アパレル・アロマ・ミュージックなど多種多様のジャンルを組み合わせる活動も行い。
2019年より スポーツブランディング What's? .TOKYOを起業。クラウドファンディングにより書籍出版。
2019年5月、東京都世田谷区深沢にてキング・オブ・エンブレム パーソナルスクールをスクールマスターとして開校。パーソナルトレーニングも行っている。
2020年2月より、ハイアルチ吉祥寺スタジオ（高地トレーニング）GMに就任。
2020年5月より、静岡SSUアスレジーナ（女子サッカークラブ）コミットメントアドバイザー 就任。
2021年2月より、株式会社 W.O.E （スポーツブランディング会社）代表取締役　就任。
2021年4月より、ハイアルチ三軒茶屋スタジアム（高地トレーニング）店長　就任。
2022年10月より、SETAGAYA FUN AND SMILE SPORTS　始動。（総合監修）

## 所属クラブ
- 1993年-1995年 市立船橋高校
- 1996年-1997年 ジュビロ磐田　選手
- 2002年- 2015年 ジュビロ磐田　広報担当→運営担当
- 2016年- 2016年9月 SOPH.　プレス
- 2016年-2016年10月 十文字高等学校サッカー部 コーチ
- 2017年　十文字学園女子大学サッカー部　FC十文字VENTUS GM
- 2018年　KUVERA football park. GM
- 2019年　キング・オブ・エンブレム スクール　ワッツトウキョウ株式会社設立
- 2020年　ハイアルチ吉祥寺スタジオ GM　& 静岡SSUアスレジーナ　コミットメントアドバイザー
- 2021年　株式会社 W.O.E 代表取締役　ハイアルチ三軒茶屋スタジオ 店長
- 2022年　SETAGAYA FUN AND SMILE SPORTS 始動（総合監修）

### 備考
- このほか、明生情報ビジネス専門学校で1999年全国専門学校サッカー大会3位入賞。
- 2002年、植田朝日、中西哲生、清永浩文ら主催のクラブ・アトレチコ・レアル・トウキョウ入団。
- 2004年からフットサルのFCレアル磐田でも活躍。2016年FC十文字VENTUSチャレンジリーグ昇格。
- 2017年十文字高等学校サッカー部でコーチとして全国制覇。FC十文字VENTUS GMとしてEAST優勝　総合4位。
- 2018年チャレンジリーグEAST 2位　総合2位。KUVERA football park. GM（兼任）。
- 2019年からは スポーツブランディング What's? .TOKYO を起業。
- 2021年から、株式会社 W.O.E 代表取締役 就任。

## 人物
妻はフリーアナウンサー、タレントの細田阿也。妻との間には2子がいる。

## 個人成績
| 国内大会個人成績 | 国内大会個人成績 | 国内大会個人成績 | 国内大会個人成績 | 国内大会個人成績 | 国内大会個人成績 | 国内大会個人成績 | 国内大会個人成績 | 国内大会個人成績 | 国内大会個人成績 | 国内大会個人成績 | 国内大会個人成績 |
| 年度             | クラブ           | 背番号           | リーグ           | リーグ戦         | リーグ戦         | リーグ杯         | リーグ杯         | オープン杯       | オープン杯       | 期間通算         | 期間通算         |
| 年度             | クラブ           | 背番号           | リーグ           | 出場             | 得点             | 出場             | 得点             | 出場             | 得点             | 出場             | 得点             |
| 日本             | 日本             | 日本             | 日本             | リーグ戦         | リーグ戦         | リーグ杯         | リーグ杯         | 天皇杯           | 天皇杯           | 期間通算         | 期間通算         |
| ---------------- | ---------------- | ---------------- | ---------------- | ---------------- | ---------------- | ---------------- | ---------------- | ---------------- | ---------------- | ---------------- | ---------------- |
| 1996             | 磐田             | -                | J                | 0                | 0                | 0                | 0                | 0                | 0                | 0                | 0                |
| 1997             | 磐田             | 17               | J                | 0                | 0                | 0                | 0                | 0                | 0                | 0                | 0                |
| 通算             | 日本             | 日本             | J                | 0                | 0                | 0                | 0                | 0                | 0                | 0                | 0                |
| 総通算           | 総通算           | 総通算           | 総通算           | 0                | 0                | 0                | 0                | 0                | 0                | 0                | 0                |

## 著書
- 『サッカーのある生活』（シンコーミュージック・2003年）
- 『サッカーのある場所』（ぴあ・2004年）
- 『サッカーのある言葉』（ぴあ・2005年）
- 『新・サッカーのある生活』（クラウドファンディング 2020年7月発行）